# Warunkowe umorzenie postępowania
Warunkowe umorzenie postępowania – instytucja polegająca na warunkowym wstrzymaniu reakcji karnej na przestępstwo.
Uregulowanie warunkowego umorzenia postępowania w polskim Kodeksie karnym z 1997 roku jest najbardziej zbliżone do modelu norwesko-duńskiego, gdzie postępowanie wobec sprawcy wstrzymuje się już na etapie postępowania przygotowawczego zanim dojdzie do publicznej rozprawy i skazania.
Jest warunkowym (na próbę) zwolnieniem od ponoszenia przez sprawcę kary. Oznacza w istocie kontrolowaną wolność.
Orzeka go sąd wyrokiem na posiedzeniu.

## Granice zastosowania
- W stosunku do sprawcy przestępstwa zagrożonego karą nieprzekraczającą 5 lat pozbawienia wolności (art. 66 k.k. - w brzmieniu ustawy z dnia 27.09.2013 r., która weszła w życie 01.07.2015).

## Warunki
- Sprawca nie był wcześniej karany za przestępstwo umyślne.
- Wina i szkodliwość czynu nie są znaczne.
- Okoliczności jego popełnienia nie budzą wątpliwości.
- Postawa sprawcy niekaranego za przestępstwo umyślne, jego właściwości i warunki osobiste oraz dotychczasowy sposób życia uzasadniają przypuszczenie, że pomimo umorzenia postępowania będzie przestrzegał porządku prawnego, w szczególności nie popełni przestępstwa.

## Okres próby
- Od roku do 3 lat, biegnie od uprawomocnienia się orzeczenia.

## Obowiązki orzekane przez sąd obligatoryjnie
Umarzając warunkowo postępowanie karne, sąd zobowiązuje sprawcę do naprawienia szkody w całości lub części, a w miarę możliwości obowiązek zadośćuczynienia za doznaną krzywdę lub zamiast obowiązków orzeka nawiązkę.

## Obowiązki orzekane przez sąd fakultatywnie
- Dozór kuratora lub osoby godnej zaufania, stowarzyszenia, instytucji albo organizacji społecznej, do której działalności należy troska o wychowanie, zapobieganie demoralizacji lub pomoc skazanym.
- Sąd może zobowiązać do:
  - informowania sądu lub kuratora o przebiegu okresu próby;
  - przeproszenia pokrzywdzonego;
  - wykonania ciążącego na nim obowiązku łożenia na utrzymanie innej osoby;
  - powstrzymania się od nadużywania alkoholu lub używania innych środków odurzających.
  - powstrzymywania się od kontaktowania się z pokrzywdzonym lub innymi osobami w określony sposób lub zbliżania się do pokrzywdzonego lub innych osób (dodany w nowelizacji z dnia 12.02.2010).
- Sąd może orzec środki karne w postaci:
  - świadczenia pieniężnego lub nawiązki;
  - zakazu prowadzenia pojazdów do lat 2.

## Obligatoryjne podjęcie postępowania karnego
Następuje, jeżeli sprawca w okresie próby popełnił przestępstwo umyślne, za które został prawomocnie skazany.

## Fakultatywne podjęcie postępowania karnego
Następuje, jeżeli:
- sprawca w okresie próby rażąco narusza porządek prawny, w szczególności gdy popełnił inne (niż umyślne, za które został prawomocnie skazany) przestępstwo;
- jeżeli uchyla się od dozoru, wykonania nałożonego obowiązku lub orzeczonego środka karnego, środka kompensacyjnego lub przepadku albo nie wykonuje zawartej z pokrzywdzonym ugody;
- jeżeli sprawca po wydaniu orzeczenia o warunkowym umorzeniu postępowania, lecz przed jego uprawomocnieniem, rażąco narusza porządek prawny, a w szczególności, gdy w tym czasie popełni przestępstwo.

## Termin podjęcia warunkowo umorzonego postępowania
Warunkowo umorzonego postępowania nie można podjąć później niż w ciągu 6 miesięcy od zakończenia próby.